# 小出匡志
小出 匡志 （こいで ただし、1982年8月14日 - ）は、YTS山形テレビの元アナウンサー。

## 略歴
栃木県佐野市出身。早稲田大学卒業。2006年入社。
2008年より、スカパー!Jリーグ中継をYTSにて製作する事により、実況を担当する。また、2010 FIFAワールドカップ（スカパー制作）の実況を民放所属のアナウンサーとして唯一担当する（グループA南アフリカvsウルグアイ）。
2015年3月末で山形テレビを退社し、アナウンサー業を引退。
2015年4月から群馬県へ移住し、県庁職員・公務員としてスポーツに携わる仕事に就いた。

## 担当番組
- スーパーJチャンネルYTSゴジダス（月・火曜、16:55〜19:00）
- スカパー!Jリーグ中継（主にモンテディオ山形戦・実況）
- YTSニュース